# Првенство Југославије у ватерполу
Првенство Југославије у ватерполу је било највише ватерполо такмичење у Југославији.

## Историја
Прво првенство, тада Краљевине Срба, Хрвата и Словенаца, у пливању и ватерполу одржано је 28. августа 1921. на Бледу, а у конкуренцији шест екипа први прваци су постали ватерполисти Сомборског спортског удружења.
Првенства за време Краљевине СХС и касније Југославије су се до 1938. одржавала по куп систему као турнири у једном месту, а 1939. је уведен лига систем.
Након Другог светског рата првенства су се поново играла као турнири и у првим послератним годинама испробавано је више система. Од 1945. до 1953. се играо једноструки лига систем (свако са сваким једну утакмицу) са једним или два турнира, док се 1954. прелази на двоструки лига систем (свако са сваким две утакмице) на два турнира. Због увођења Другог разреда (лиге) од наредне године, 1955. година је одиграна кроз више кругова, а 1956. је уведен двоструки лига систем (свако са сваким две утакмице једну код куће, другу у гостима).

### Зимско првенство
Зимско првенство Југославије је играно од 1959. до 1972. у зимским месецима у затвореним базенима. Године 1973. зимско првенство је заменио Куп Југославије.

## ПрвенстваКраљевине СХС / Краљевине Југославије
| Година | Првак                | Други          | Трећи               |
| ------ | -------------------- | -------------- | ------------------- |
| 1921.  | ССУ Сомбор (1)       |                |                     |
| 1922.  | ССУ Сомбор (2)       | Балуни Сплит   |                     |
| 1923.  | Балуни Сплит (1)     | ССУ Сомбор     | ХАШК Загреб         |
| 1924.  | ССУ Сомбор (3)       | Балуни Сплит   | Викторија Сушак     |
| 1925.1 | Југ Дубровник (1)    | Јадран Сплит2  | Викторија Сушак     |
| 1926.  | Југ Дубровник (2)    | ГОШК Дубровник | Фируле Сплит        |
| 1927.  | Југ Дубровник (3)    | Јадран Сплит   | Грађански Дубровник |
| 1928.  | Југ Дубровник (4)    | ССУ Сомбор     | Јадран Сплит        |
| 1929.  | Југ Дубровник (5)    | Јадран Сплит   | ССУ Сомбор          |
| 1930.  | Југ Дубровник (6)    | Јадран Сплит   |                     |
| 1931.  | Југ Дубровник (7)    | Јадран Сплит   |                     |
| 1932.  | Југ Дубровник (8)    |                |                     |
| 1933.  | Југ Дубровник (9)    |                |                     |
| 1934.  | Југ Дубровник (10)   |                |                     |
| 1935.  | Југ Дубровник (11)   |                |                     |
| 1936.  | Југ Дубровник (12)   | Јадран Сплит   |                     |
| 1937.  | Југ Дубровник (13)   |                |                     |
| 1938.  | Викторија Сушак3 (1) | Јадран Сплит   | Илирија Љубљана     |
| 1939.  | Јадран Сплит (2)     | Југ Дубровник  |                     |
| 1940.  | Југ Дубровник (14)   |                |                     |

1 Државно првенство 1925. је одржано у Сплиту, а финална утакмица између Југа и Јадрана је прекинута након што је Југ повео са 2:0, то је довело до инцидента, у којем се чак и судија нашао у мору. Пливачки савез је одредио да се утакмица настави у Дубровнику, али пошто Јадран није допутовао Југ је проглашен прваком.
2 Поморски клуб Балуни је 1924. променио име у Јадран Сплит.
3Викторија Сушак (део града Ријеке) је 1945. променила име у Приморац, док од 1948. носи име Приморје Ријека.

## ПрвенствоФНР / СФР Југославије
| Година | Првак                  | Други              | Трећи               |
| ------ | ---------------------- | ------------------ | ------------------- |
| 1945.1 | селекција Хрватске (1) | селекција ЈА       | селекција Словеније |
| 1946.  | Јадран Сплит (3)       | Југ Дубровник      | Партизан Београд    |
| 1947.  | Хајдук Сплит3 (4)      | Југ Дубровник      | Младост Загреб      |
| 1948.  | Хајдук Сплит (5)       | Југ Дубровник      | Приморје Ријека     |
| 1949.  | Југ Дубровник (15)     | Младост Загреб     | Хајдук Сплит        |
| 1950.  | Југ Дубровник (16)     | Морнар Сплит       | Јадран Сплит        |
| 1951.2 | Југ Дубровник (-)      | Морнар Сплит       | Јадран Сплит        |
| 1952.  | Морнар Сплит (1)       | Југ Дубровник      | Јадран Сплит        |
| 1953.  | Морнар Сплит (2)       | Југ Дубровник      | Јадран Сплит        |
| 1954.  | Јадран Сплит (6)       | Југ Дубровник      | Морнар Сплит        |
| 1955.  | Морнар Сплит (3)       | Младост Загреб     | Јадран Сплит        |
| 1956.  | Морнар Сплит (4)       | Јадран Сплит       | Јадран Херцег Нови  |
| 1957.  | Јадран Сплит (7)       | Морнар Сплит       | Јадран Херцег Нови  |
| 1958.  | Јадран Херцег Нови (1) | Јадран Сплит       | Младост Загреб      |
| 1959.  | Јадран Херцег Нови (2) | Јадран Сплит       | Морнар Сплит        |
| 1960.  | Јадран Сплит (8)       | Јадран Херцег Нови | Југ Дубровник       |
| 1961.  | Морнар Сплит (5)       | Јадран Херцег Нови | Младост Загреб      |
| 1962.  | Младост Загреб (1)     | Партизан Београд   | Јадран Херцег Нови  |
| 1963.  | Партизан Београд (1)   | Младост Загреб     | Морнар Сплит        |
| 1964.  | Партизан Београд (2)   | Младост Загреб     | Јадран Сплит        |
| 1965.  | Партизан Београд (3)   | Младост Загреб     | Јадран Херцег Нови  |
| 1966.  | Партизан Београд (4)   | Младост Загреб     | Морнар Сплит        |
| 1967.  | Младост Загреб (2)     | Партизан Београд   | Јадран Сплит        |
| 1968.  | Партизан Београд (5)   | Младост Загреб     | Морнар Сплит        |
| 1969.  | Младост Загреб (3)     | Партизан Београд   | Јадран Сплит        |
| 1970.  | Партизан Београд (6)   | Младост Загреб     | Јадран Сплит        |
| 1971.  | Младост Загреб (4)     | Партизан Београд   | Јадран Сплит        |
| 1972.  | Партизан Београд (7)   | Младост Загреб     | Јадран Сплит        |
| 1973.  | Партизан Београд (8)   | Младост Загреб     | Југ Дубровник       |
| 1974.  | Партизан Београд (9)   | Младост Загреб     | ПОШК Сплит          |
| 1975.  | Партизан Београд (10)  | Младост Загреб     | Котор               |
| 1976.  | Партизан Београд (11)  | Котор              | КПК Корчула         |
| 1977.  | Партизан Београд (12)  | Младост Загреб     | КПК Корчула         |
| 1978.  | Партизан Београд (13)  | КПК Корчула        | Приморје Ријека     |
| 1979.  | Партизан Београд (14)  | Приморје Ријека    | Југ Дубровник       |
| 1980.  | Југ Дубровник (17)     | ПОШК Сплит         | Котор               |
| 1981.  | Југ Дубровник (18)     | Партизан Београд   | Котор               |
| 1982.  | Југ Дубровник (19)     | ПОШК Сплит         | Партизан Београд    |
| 1983.  | Југ Дубровник (20)     | Приморје Ријека    | ПОШК Сплит          |
| 1984.  | Партизан Београд (15)  | Југ Дубровник      | ПОШК Сплит          |
| 1985.  | Југ Дубровник (21)     | Партизан Београд   | ПОШК Сплит          |
| 1986.  | Котор4 (1)             | ПОШК Сплит         | Југ Дубровник       |
| 1987.  | Партизан Београд (16)  | Соларис Шибеник    | ПОШК Сплит          |
| 1988.  | Партизан Београд (17)  | Младост Загреб     | ПОШК Сплит          |
| 1989.  | Младост Загреб (5)     | Партизан Београд   | Југ Дубровник       |
| 1990.  | Младост Загреб (6)     | Партизан Београд   | Јадран Сплит        |
| 1991.  | Јадран Сплит (9)       | Младост Загреб     | Партизан Београд    |

1 У овом такмичењу су учествовале селекције Хрватске, Словеније, Црне Горе и Србије, а свог представника су имали и аутономна покрајина Војводина као и Југословенска армија.
2 У Првенству Југославије 1951. првак је постао Југ, са пет бода више од Морнара. Ипак, три месеца касније скупштина Пливачког савеза Југославије у Загребу поништила је утакмицу Југ-Морнар, у којој је резултат био 1:0 за Југ. Као разлог за такву одлуку наведено је да је Југ „задржавао игру против правила“, јер у то време није било мерења напада. Званично се првенство завршило без првака, али Југ га ипак рачуна као седамнаесту титулу.
3 Јадран Сплит је неко време након Другог светског рата носио име Хајдук.
4 Приморац Котор је у другој половини 20. века наступао под именом Котор.

## Успешност клубова
| Клуб               | Првак | Вицепрвак                                                                                    |
| ------------------ | --- | -------------------------------------------------------------------------------------------- |
| Југ Дубровник      | 21 1925, 1926, 1927, 1928, 1929, 1930, 1931, 1932, 1933, 1934, 1935, 1936, 1937, 1940, 1949, 1950, 1980, 1981, 1982, 1983, 1985. | 8 1939, 1946, 1947, 1948, 1952, 1953, 1954, 1984.                                            |
| Партизан Београд   | 17 1963, 1964, 1965, 1966, 1968, 1970, 1972, 1973, 1974, 1975, 1976, 1977, 1978, 1979, 1984, 1987, 1988.                         | 8 1962, 1967, 1969, 1971, 1981, 1985, 1989, 1990.                                            |
| Јадран Сплит       | 9 1923, 1939, 1946, 1947, 1948, 1954, 1957, 1960, 1991.                                                                          | 12 1922, 1924, 1925, 1927, 1929, 1930, 1931, 1936, 1938, 1956, 1958, 1959.                   |
| Младост Загреб     | 6 1962, 1967, 1969, 1971, 1989, 1990.                                                                                            | 15 1949, 1955, 1963, 1964, 1965, 1966, 1968, 1970, 1972, 1973, 1974, 1975, 1977, 1988, 1991. |
| Морнар Сплит       | 5 1952, 1953, 1955, 1956, 1961.                                                                                                  | 3 1950, 1951, 1957.                                                                          |
| ССУ Сомбор         | 3 1921, 1922, 1924. | 2 1923, 1928.                                                                                |
| Јадран Херцег Нови | 2 1958, 1959. | 2 1960, 1961.                                                                                |
| Приморје Ријека    | 1 1938. | 2 1979, 1983.                                                                                |
| Котор              | 1 1986. | 1 1976.                                                                                      |
| Селекција Хрватске | 1 1945. | /                                                                                            |
| ПОШК Сплит         | 0 - | 3 1980, 1982, 1986.                                                                          |
| Соларис Шибеник    | 0 - | 1 1987.                                                                                      |
| КПК Корчула        | 0 - | 8 1978.                                                                                      |
| селекција ЈА       | / | 1 1945.                                                                                      |
| ГОШК Дубровник     | 0 - | 1 1926.                                                                                      |